# Valdecasa
Valdecasa község Spanyolországban, Ávila tartományban. Valdecasa Muñico, Cillán, Manjabálago, San Juan del Olmo, La Torre és Narrillos del Rebollar községekkel határos. Lakosainak száma 56 fő (2024).

## Népesség
A település népessége az utóbbi években az alábbiak szerint változott:
| Lakosok száma | 109  | 93   | 97   | 74   | 75   | 61   | 72   | 61   | 60   | 56   |
|               | 2001 | 2004 | 2006 | 2009 | 2011 | 2014 | 2016 | 2019 | 2021 | 2024 |